# Дуљци
Дуљци су је насељено мјесто у општини Шипово, Република Српска, БиХ.

## Становништво
Према попису становништва из 1991. године, мјесто је имало 421 становника.
| Националност       | 1991.        | 1981. | 1971. |
| Муслимани          | 228 (54,16%) |       |       |
| Срби               | 186 (44,18%) |       |       |
| Хрвати             | 1 (0,24%)    |       |       |
| Југословени        | 3 (0,71%)    |       |       |
| остали и непознато | 3 (0,71%)    |       |       |
| Укупно             | 421          | '     | '     |